# 堺市立福泉小学校
堺市立福泉小学校（さかいしりつ ふくいずみ しょうがっこう）は、大阪府堺市西区にある公立小学校。
旧村と新興住宅地が混在した地域を校区とし、校区は高石市および和泉市と接している。旧泉北郡福泉町の学校として1935年に創立した。

## 沿革
明治時代初期に設置された泉州第十四番小学校および泉州第十五番小学校の2校を源流としている。複雑な分離や統合の過程を経て、大鳥郡（1896年郡の合併で泉北郡）北上神（きたにわ）村に明訓尋常高等小学校、大鳥郡鶴田村に養徳尋常高等小学校が設置された。
なお現在の高石市立高石小学校・高石市立取石小学校・堺市立鳳小学校は、泉州第十四番小学校・泉州第十五番小学校の分離や統合の過程で分かれていった学校であり、学校の起源を同じくしている。
北上神村と鶴田村は1935年2月11日に合併し、泉北郡福泉町となった。町発足の翌日・1935年2月12日付で、旧村のそれぞれの学校・明訓尋常高等小学校と養徳尋常高等小学校を合併する形で、福泉尋常高等小学校が創立した。この小学校が、現在の福泉小学校の直接的起源となっている。
しかし福泉町では、前年の室戸台風での校舎被害に伴い校舎復旧に関する問題があったことなどを背景に、旧村の学校を統合して1校にする意見と、旧村の学校をそのまま2校並立として運営するべきとする意見が激しく対立していた。統合の是非に関する対立を反映して、発足当初は旧学校の校舎をそれぞれ分校として授業をおこなっていた。
学校統合反対派からは同盟休校などの運動もあったと記録されているが、結果的に統合の方向で話がまとまり、2年後の1937年3月16日に現在地での教育活動を開始した。
その後地域の児童数増加に伴い、福泉町立福泉第二小学校（現在の堺市立福泉中央小学校）、堺市立福泉上小学校、堺市立福泉東小学校の3校を分離している。

### 年表
- 1886年1月 - 明訓尋常高等小学校が、当時の大鳥郡北上神村（現在の堺市西区太平寺）に創立。
- 1887年11月8日 - 養徳尋常高等小学校が、当時の大鳥郡鶴田村（現在の堺市西区上）に創立。
- 1935年2月12日 - 泉北郡福泉尋常高等小学校が創立。旧明訓尋常高等小学校を南校舎、旧養徳尋常高等小学校を北校舎として授業。
- 1936年6月 - 福泉町菱木2188番地（現在地）に校舎建設開始。
- 1937年3月16日 - 現在地に移転。
- 1941年4月1日 - 国民学校令により、泉北郡福泉国民学校に改称。
- 1944年6月3日 - 太平洋戦争の戦局悪化に伴い、大阪市八幡屋国民学校（現在の大阪市立八幡屋小学校）の集団避難訓練を受け入れ。
- 1947年4月1日 - 学制改革により、福泉町立福泉小学校に改称。
- 1952年9月1日 - 大庭寺地区に分校を設置。該当地区内の1-2年生児童が通学。
- 1956年4月1日 - 大庭寺分校を閉鎖し、野々井地区（現・堺市南区稲葉1丁）に福泉町立福泉第二小学校（現在の堺市立福泉中央小学校）を分離開校。これに伴い福泉町立福泉第一小学校に改称。
- 1960年5月2日 - 学校給食を開始。
- 1961年3月1日 - 福泉町の堺市への編入に伴い、堺市立福泉小学校に改称。
- 1961年9月16日 - 第2室戸台風で校舎被害。
- 1971年4月1日 - 堺市立鳳南小学校の開校に伴い、従来の校区の一部を鳳南小学校校区へ分離。
- 1979年4月1日 - 堺市立福泉上小学校の開校に伴い、従来の校区の一部を福泉上小学校校区へ分離。
- 1981年4月1日 - 堺市立福泉東小学校が分離開校。
- 2004年 - 省エネルギーモデル校に指定される。

## 通学区域
- 堺市西区 草部（一部）、小代292-1、太平寺（一部除く）、原田（一部除く）、菱木、山田。
- 堺市南区 小代292番地、太平寺508-5。

卒業生は基本的に堺市立福泉中学校に進学する。

## 出身者
- さいとう・たかを - 漫画家
- 田中ひろみ - 漫画家イラストレーター

## 交通
- JR阪和線 鳳駅、富木駅からともに徒歩35分。
- 南海バス福泉小学校前
  - JR阪和線鳳駅前4番乗り場から栂・美木多駅行き、横山高校前行き。
  - JR阪和線鳳駅前5番乗り場から北野田駅前行き。
  - 泉北高速鉄道栂・美木多駅北側5番乗り場から堺東駅前行き。
  - 南海高野線北野田駅前2番乗り場から鳳駅前行き
- 堺泉北道路 菱木ランプ 北へ約550m。